# 笠松町南体育館
笠松町南体育館（かさまつちょうみなみたいいくかん）は、岐阜県羽島郡笠松町にある体育館である。
単に南体育館とも称する。

## 概要
- 笠松町立松枝小学校敷地内にあり、住所は松枝小学校と同じである。
- 1966年（昭和41年）3月、松枝小学校屋内体操場として開館。2002年（平成14年）10月に笠松町に移管され、笠松町南体育館に改称した。

## 利用案内
- 所在地：岐阜県羽島郡笠松町長池642
- 開館時間：9:00～21:30
- 休館日：年末年始（12月29日～1月3日）、笠松町行事開催日（笠松春まつり、リバーサイドカーニバル、町民運動会など）

## 交通アクセス
- 笠松町公共施設巡回町民バス「松枝小学校前」バス停より徒歩すぐ

## 周辺施設
- 笠松町運動公園
- 笠松町立松枝小学校　　※同一敷地内
- 笠松町松枝公民館